# Кангар
Кангар (на малайски: Kangar) е град и община в Северозападна Малайзия, щат Перлис. През 2008 г. общината има 64 807 жители.